# Baghrir
Baghrir of beghrir (Marokkaans-Arabisch: بـغـريـر) is een soort pannenkoek uit de regio Maghreb. 
De pannenkoek is herkenbaar aan een sponsachtige structuur. De bovenkant zit vol kleine gaatjes, en deze verschijnen als de pannenkoek goed gaar is. Een Baghrir wordt warm geserveerd en wordt geconsumeerd met boter en honing of jam. De hoofdingrediënten zijn griesmeel of bloem.
In de Maghreb regio is de pannenkoek bekend onder verschillende namen, afhankelijk van de regio of het land van herkomst.